# Río Sinú
Der Río Sinú ist ein ca. 415 km langer Zufluss des Karibischen Meers in Kolumbien.

## Flusslauf
Der Río Sinú entspringt in der Westkordillere auf einer Höhe von etwa 3100 m, 5 km nördlich des 3730 m hohen Cerro Paramillo. Der Oberlauf des Río Sinú liegt im Parque Nacional Natural Paramillo. Der Río Sinú fließt anfangs 100 km in nordnordwestlicher Richtung durch das Gebirge. Bei Flusskilometer 326 trifft der Río Esmeralda von links auf den Río Sinú. Bei Flusskilometer 285 wird der Fluss durch die Urrá-I-Talsperre auf einer Länge von 25 km aufgestaut. In das obere Stauseeende mündet auch der Río Verde von Südwesten kommend. Unterhalb der Talsperre durchfließt der Río Sinú das nordkolumbianische Tiefland in nordnordöstlicher Richtung (Región Caribe). Er passiert die Städte Tierralta, Montería, Santa Cruz de Lorica und San Bernardo del Viento. Auf den letzten 4 Kilometern zweigt links und rechts jeweils ein Mündungsarm ab.

## Hydrologie
Der Río Sinú entwässert ein Areal von 10.180 km². Der mittlere Abfluss beträgt 373 m³/s. Die jährliche Sedimentfracht des Río Sinú liegt bei 6,1 Mill. Tonnen.